# Provincia di Torino
La provincia di Torino (provincia 'd Turin in piemontese, province de Turin in francoprovenzale, província de Turin in occitano) è stata una provincia italiana del Piemonte, nata verso la metà del XIX secolo come provincia del Regno di Sardegna e sostituita nel 2015 dalla città metropolitana di Torino. È stata una delle province più grandi d'Italia, estesa su una superficie di 6 827 km² e comprendente 316 comuni, oltre a essere stata la provincia col più alto numero di comuni (seguita dalla provincia di Cuneo con 250). Il capoluogo era Torino.
Confinava a nord con la Valle d'Aosta, a est con le province di Biella, Vercelli, Alessandria e Asti, a sud con la provincia di Cuneo e a ovest con la Francia (dipartimenti della Savoia, nella regione Rodano-Alpi, e delle Alte Alpi, nella Provenza-Alpi-Costa Azzurra).

## Territorio

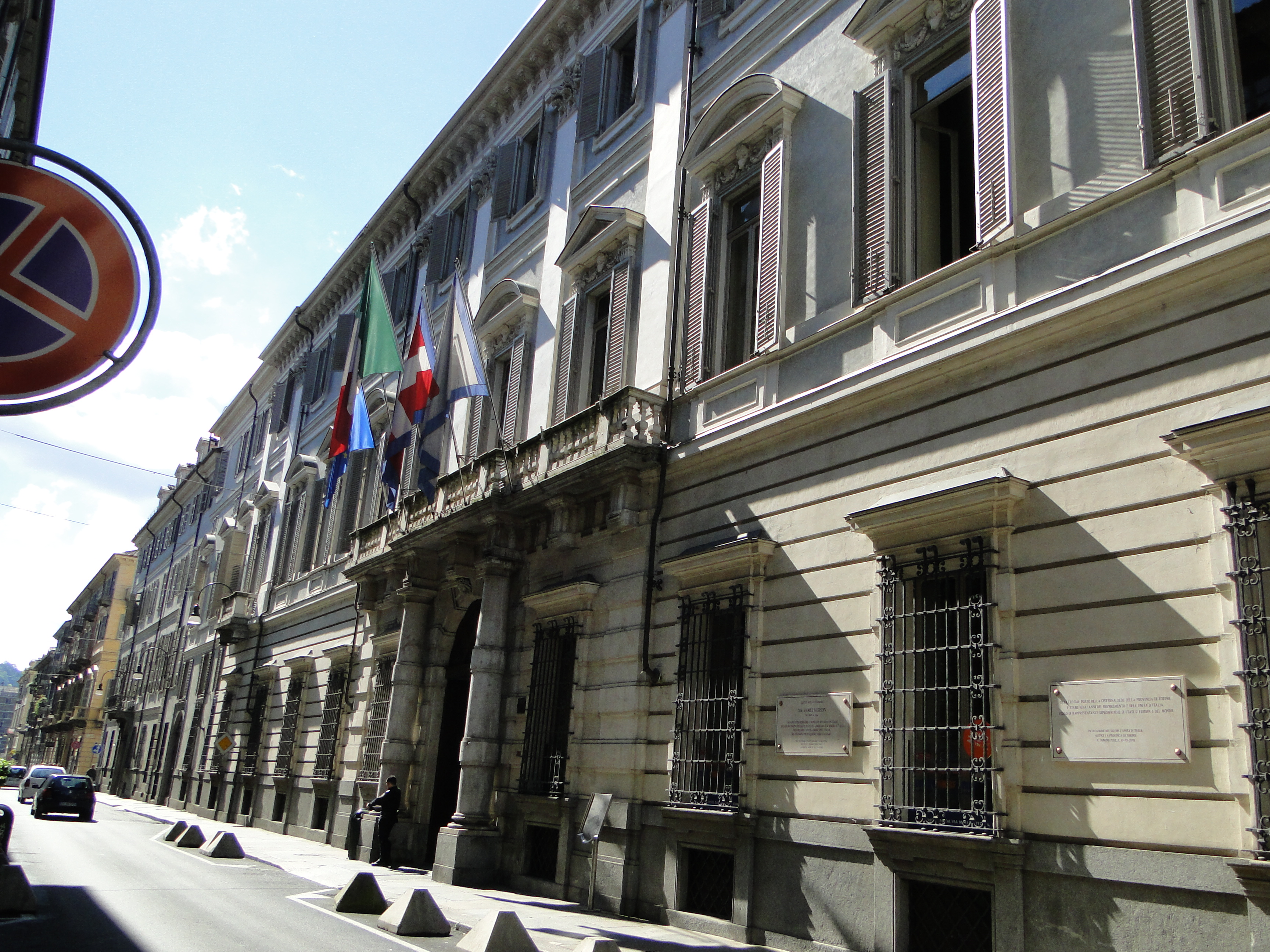
Il Palazzo Cisterna, ex sede della provincia

Nel 1945 le furono riaggregati i 113 comuni canavesani che erano stati staccati nel 1927 (fra i quali i territori della valle Orco, val Soana e il circondario di Ivrea fino a Carema) per erigere la nuova provincia di Aosta.
Questi territori canavesani, formanti l'antico circondario di Ivrea, furono attribuiti ad Aosta allorché Mussolini, formando la nuova provincia di Aosta, volle che questa perdesse il suo carattere tipicamente alpino e francoprovenzale, diluendolo con i territori canavesani, che ne costituivano per altro la componente economicamente più viva. Con la soppressione della provincia di Aosta (1945), Ivrea e il Canavese sono stati reintegrati nella provincia di Torino.
La provincia di Torino aveva il maggior numero di comuni in Italia: ne contava 316. Fino alla soppressione è stata la quarta provincia più popolata d'Italia (dopo le parimenti soppresse Roma, Milano e Napoli) ed era la quarta provincia per estensione (dopo Bolzano, Foggia e Cuneo).
La sede della provincia di Torino si trovava a Palazzo Cisterna, in via Maria Vittoria, 12.

## Geografia

### Geografia fisica
La provincia era composta da una parte montagnosa a ovest e a nord lungo il confine con la Francia e con la Valle d'Aosta, e una parte pianeggiante o collinare nella zona sud ed est. La parte montuosa ospitava parte delle Alpi Cozie, delle Alpi Graie e, in misura molto minore, delle Alpi Pennine. Il confine occidentale era posto lungo lo spartiacque alpino, tranne alcuni lembi di territori elevati ceduti dall'Italia alla Francia dopo il Trattato di Parigi fra l'Italia e le potenze alleate nel 1947 (i più rilevanti furono la Valle Stretta e il Colle del Moncenisio).

### Geografia antropica
La parte montagnosa della provincia, a ovest e a nord, era suddivisa in 13 comunità montane; in seguito alla riforma delle comunità montane attuata dalla Regione Piemonte il 3 novembre 2008, il numero delle comunità montane in provincia di Torino era sceso a sei. Ora sono state tutte soppresse con la Legge regionale 28 settembre 2012, n. 11. Queste comunità avevano lo scopo di salvaguardare le ricchezze del territorio montano.

#### Comunità montane prima della riforma del 2008
- Comunità montana Val Pellice
- Comunità montana Valli Chisone e Germanasca
- Comunità montana Pinerolese Pedemontano
- Comunità montana Val Sangone
- Comunità montana Bassa Valle di Susa e Val Cenischia
- Comunità montana Alta Valle di Susa
- Comunità montana Val Ceronda e Casternone
- Comunità Montana Valli di Lanzo
- Comunità montana Alto Canavese
- Comunità montana Valli Orco e Soana
- Comunità Montana Valle Sacra
- Comunità Montana Val Chiusella
- Comunità Montana Dora Baltea Canavesana

#### Comunità montane dopo la riforma del 2008
- Comunità montana Val Chiusella, Valle Sacra e Dora Baltea Canavesana
- Comunità montana Alto Canavese
- Comunità montana Valli Orco e Soana
- Comunità montana Valli di Lanzo, Ceronda e Casternone
- Comunità montana Valle Susa e Val Sangone
- Comunità montana Pinerolese Pedemontano

#### Comunità montane sostituite dalle Unioni di comuni
- Unione dei comuni Airasca-Buriasco-Scalenghe
- Unione dei comuni del Ciriacese e del Basso Canavese
- Unione dei comuni Comunità collinare Canavesana Quattro in Uno
- Unione dei comuni Comunità collinare Piccolo Anfiteatro Morenico Canavesano
- Unione dei comuni Comunità collinare della Serra
- Unione dei comuni Dell'Eporediese
- Unione dei comuni Lago e Collina
- Unione dei comuni Moncalieri - Trofarello - La Loggia
- Unione dei comuni montana Alpi Graie
- Unione dei comuni montana dell'Alta Valle Susa
- Unione dei comuni montana Alto Canavese
- Unione dei comuni montana Comuni Olimpici-Via Lattea
- Unione dei comuni montana Dora Baltea
- Unione dei comuni montana Gran Paradiso
- Unione dei comuni montana Mombarone
- Unione dei comuni montana del Pinerolese
- Unione dei comuni montana della Val Gallenca
- Unione dei comuni montana Valle Sacra
- Unione dei comuni montana Valle Susa
- Unione dei comuni montana Valli Chisone e Germanasca
- Unione dei comuni montana Valli di Lanzo, Ceronda e Casternone
- Unione dei comuni montana Valli Orco e Soana
- Unione dei comuni montani Valchiusella
- Unione dei comuni della Morena Frontale Canavesana
- Unione dei comuni Nord Est Torino
- Unione dei comuni Terre del Chiusella

Il gonfalone provinciale

- Unione dei comuni Valsangone

## Comuni
Appartenevano alla provincia di Torino i seguenti 316 comuni:
- Agliè
- Airasca
- Ala di Stura
- Albiano d'Ivrea
- Alice Superiore
- Almese
- Alpette
- Alpignano
- Andezeno
- Andrate
- Angrogna
- Arignano
- Avigliana
- Azeglio
- Bairo
- Balangero
- Baldissero Canavese
- Baldissero Torinese
- Balme
- Banchette
- Barbania
- Bardonecchia
- Barone Canavese
- Beinasco
- Bibiana
- Bobbio Pellice
- Bollengo
- Borgaro Torinese
- Borgiallo
- Borgofranco d'Ivrea
- Borgomasino
- Borgone Susa
- Bosconero
- Brandizzo
- Bricherasio
- Brosso
- Brozolo
- Bruino
- Brusasco
- Bruzolo
- Buriasco
- Burolo
- Busano
- Bussoleno
- Buttigliera Alta
- Cafasse
- Caluso
- Cambiano
- Campiglione-Fenile
- Candia Canavese
- Candiolo
- Canischio
- Cantalupa
- Cantoira
- Caprie
- Caravino
- Carema
- Carignano
- Carmagnola
- Casalborgone
- Cascinette d'Ivrea
- Caselette
- Caselle Torinese
- Castagneto Po
- Castagnole Piemonte
- Castellamonte
- Castelnuovo Nigra
- Castiglione Torinese
- Cavagnolo
- Cavour
- Cercenasco
- Ceres
- Ceresole Reale
- Cesana Torinese
- Chialamberto
- Chianocco
- Chiaverano
- Chieri
- Chiesanuova
- Chiomonte
- Chiusa di San Michele
- Chivasso
- Ciconio
- Cintano
- Cinzano
- Cirié
- Claviere
- Coassolo Torinese
- Coazze
- Collegno
- Colleretto Castelnuovo
- Colleretto Giacosa
- Condove
- Corio
- Cossano Canavese
- Cuceglio
- Cumiana
- Cuorgnè
- Druento
- Exilles
- Favria
- Feletto
- Fenestrelle
- Fiano
- Fiorano Canavese
- Foglizzo
- Forno Canavese
- Frassinetto
- Front
- Frossasco
- Garzigliana
- Gassino Torinese
- Germagnano
- Giaglione
- Giaveno
- Givoletto
- Gravere
- Groscavallo
- Grosso
- Grugliasco
- Ingria
- Inverso Pinasca
- Isolabella
- Issiglio
- Ivrea
- La Cassa
- La Loggia
- Lanzo Torinese
- Lauriano
- Leini
- Lemie
- Lessolo
- Levone
- Locana
- Lombardore
- Lombriasco
- Loranzè
- Lugnacco
- Luserna San Giovanni
- Lusernetta
- Lusigliè
- Macello
- Maglione
- Mappano
- Marentino
- Massello
- Mathi
- Mattie
- Mazzè
- Meana di Susa
- Mercenasco
- Meugliano
- Mezzenile
- Mombello di Torino
- Mompantero
- Monastero di Lanzo
- Moncalieri
- Moncenisio
- Montaldo Torinese
- Montalenghe
- Montalto Dora
- Montanaro
- Monteu da Po
- Moriondo Torinese
- Nichelino
- Noasca
- Nole
- Nomaglio
- None
- Novalesa
- Oglianico
- Orbassano
- Orio Canavese
- Osasco
- Osasio
- Oulx
- Ozegna
- Palazzo Canavese
- Pancalieri
- Parella
- Pavarolo
- Pavone Canavese
- Pecco
- Pecetto Torinese
- Perosa Argentina
- Perosa Canavese
- Perrero
- Pertusio
- Pessinetto
- Pianezza
- Pinasca
- Pinerolo
- Pino Torinese
- Piobesi Torinese
- Piossasco
- Piscina
- Piverone
- Poirino
- Pomaretto
- Pont-Canavese
- Porte
- Pragelato
- Prali
- Pralormo
- Pramollo
- Prarostino
- Prascorsano
- Pratiglione
- Quagliuzzo
- Quassolo
- Quincinetto
- Reano
- Ribordone
- Riva presso Chieri
- Rivalba
- Rivalta di Torino
- Rivara
- Rivarolo Canavese
- Rivarossa
- Rivoli
- Robassomero
- Rocca Canavese
- Roletto
- Romano Canavese
- Ronco Canavese
- Rondissone
- Rorà
- Rosta
- Roure
- Rubiana
- Rueglio
- Salassa
- Salbertrand
- Salerano Canavese
- Salza di Pinerolo
- Samone
- San Benigno Canavese
- San Carlo Canavese
- San Colombano Belmonte
- San Didero
- San Francesco al Campo
- San Germano Chisone
- San Gillio
- San Giorgio Canavese
- San Giorio di Susa
- San Giusto Canavese
- San Martino Canavese
- San Maurizio Canavese
- San Mauro Torinese
- San Pietro Val Lemina
- San Ponso
- San Raffaele Cimena
- San Sebastiano da Po
- San Secondo di Pinerolo
- Sangano
- Sant'Ambrogio di Torino
- Sant'Antonino di Susa
- Santena
- Sauze d'Oulx
- Sauze di Cesana
- Scalenghe
- Scarmagno
- Sciolze
- Sestriere
- Settimo Rottaro
- Settimo Torinese
- Settimo Vittone
- Sparone
- Strambinello
- Strambino
- Susa
- Tavagnasco
- Torino
- Torrazza Piemonte
- Torre Canavese
- Torre Pellice
- Trana
- Trausella
- Traversella
- Traves
- Trofarello
- Usseaux
- Usseglio
- Vaie
- Val della Torre
- Valgioie
- Vallo Torinese
- Valperga
- Valprato Soana
- Varisella
- Vauda Canavese
- Venaria Reale
- Venaus
- Verolengo
- Verrua Savoia
- Vestignè
- Vialfrè
- Vico Canavese
- Vidracco
- Vigone
- Villafranca Piemonte
- Villanova Canavese
- Villar Dora
- Villar Focchiardo
- Villar Pellice
- Villar Perosa
- Villarbasse
- Villareggia
- Villastellone
- Vinovo
- Virle Piemonte
- Vische
- Vistrorio
- Viù
- Volpiano
- Volvera

## Simboli
Lo stemma della provincia è stato riconosciuto con decreto del capo del governo del 20 maggio 1930 e deriva dall'arma sabauda del Principe di Piemonte, risalente al 1424.

## Onorificenze
In aggiunta, sul gonfalone provinciale era appuntata una medaglia donata all'ente dai partigiani delle valli del Torinese nel 1971.